# Kadíša

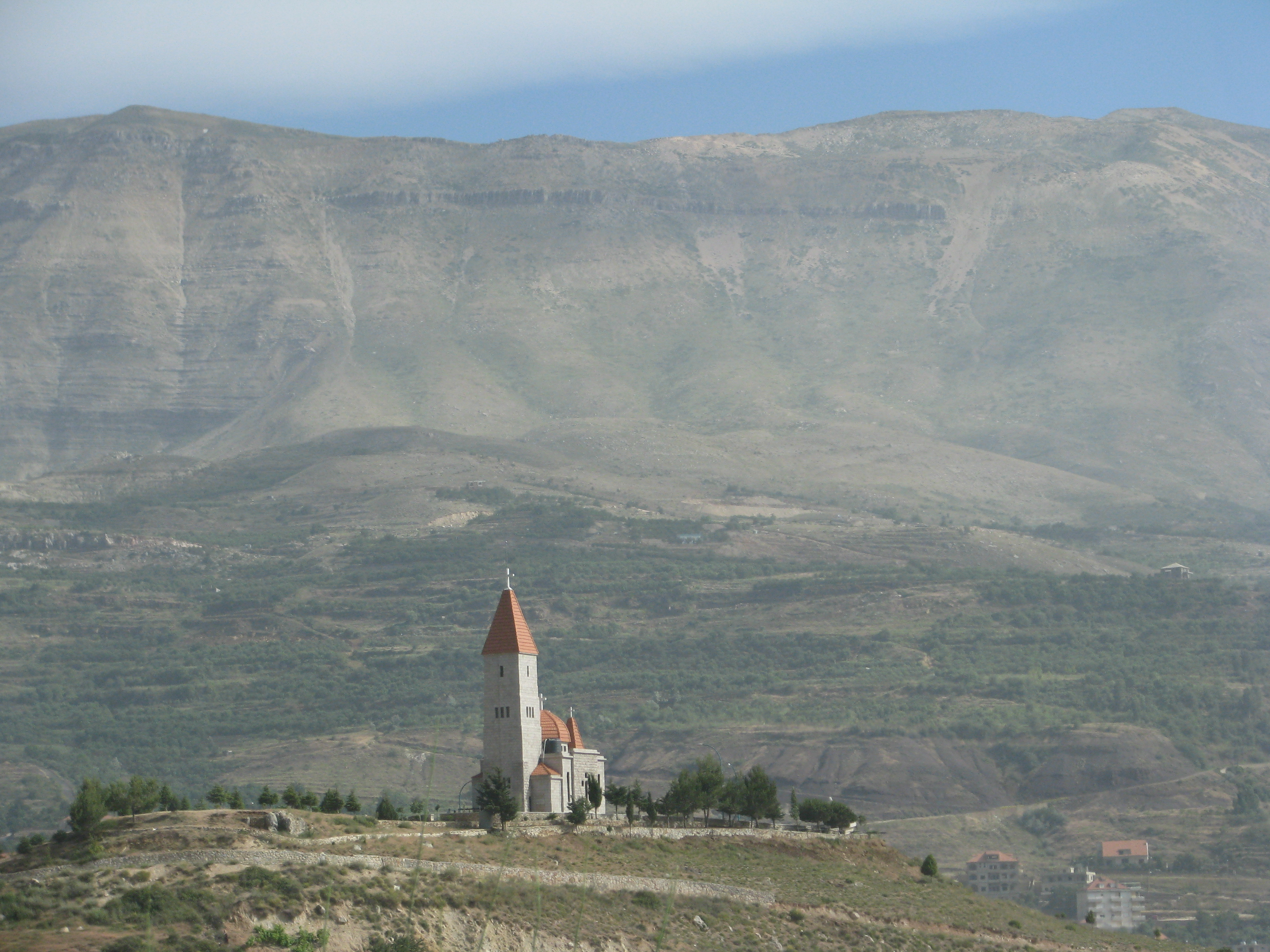
kostel Nejsvětějšího Srdce v údolí Kadíša

Kadíša (také Ouadi Qadisha či Wadi Qadisha, anglicky Qadisha Valley) je skalnaté údolí nacházející se v severním Libanonu. Jedná se o jednu z nejdůležitějších nejdříve osídlených křesťanských oblastí na světě. Slovo „Kadíša“ znamená v aramejštině „svatý“, údolí je též nazýváno jako Posvátné údolí Kadíša. V hluboké skalnaté rokli o délce 50 km (mezi al-Koura a Bšarré) nacházeli útočiště příslušníci Maronitské katolické církve již od 5. století n. l.

## Geografie
Hluboké skalnaté údolí se nachází na úpatí hory Makmel, pohoří dosahuje výšky 1900 až 2500 metrů. Ve strmých útesech se nacházejí jeskyně, které poskytovaly úkryt mnichům. Údolím protéká posvátná řeka Kadíša (Nahr Qadisha) dlouhá 35 kilometrů. V údolí se nachází přírodní rezervace s názvem Cedry Našeho Pána (Arz ar-Rab, anglicky Forests of Cedars of God). Dřevo těchto starých stromů, které dosahují výšky až 30 metrů, bylo velmi ceněno jako hodnotný stavební materiál. O libanonských cedrových lesích pojednává i Bible.

## Historie
Skalnaté útesy skýtaly prostory pro meditaci a vzhledem ke špatné dostupnosti také ideální úkryt před nepřátelskými vojsky pro náboženské menšiny. Jedná se však o jedno z nejdůležitějších nejstarších křesťanských osídlení vůbec, o čemž svědčí množství klášterů, které se v údolí nachází. Mezi nejvýznamnější patří klášter sv. Antonia z Qožájá, klášter Má Elíšá, Deir Kanubin a Our Lady of Hauqqa. Sídlili zde také příslušníci jakobitů, syrské pravoslavné církve, melchitů, nestoriánů, Arméni a dokonce i Etiopané. Nejvýznamnější skupinou, která zde sídlila je Manoritská katolická církev, údolí se stalo nejdůležitějším regionem jejího osídlení, a to již od 5. století n. l. Přírodní jeskyně se však stávaly nejen příbytky mnichů, ale také pohřebním místem, kde jejich historie sahá až do období paleolitu, lze však nalézt i známky osídlení z období antiky a středověku. Jejich centrem se stal klášter Kanubin, nacházející se v samém srdci údolí Kadíša, další kláštery pak rychle vznikaly v okolních kopcích.
Mezi lety 1268 a 1283 se kláštery, jeskyně a okolní vesnice ocitly pod útokem sultánů Baibara a Qalalouna, nicméně i přes tyto útoky zůstaly centrem mnichů. Z tohoto období též pochází také osm mumií maronitů, které zde byly objeveny speleologickým týmem roku 1991. Ve 17. století se stalo údolí vyhledávaným útočištěm evropských básníků, umělců, historiků či politiků., kteří údolí hojně navštěvovali nebo se zde dokonce usídlili natrvalo. Roku 1610 zde byl v klášteře Qožájá vybudován první tiskařský lis na Blízkém Východě, který byl zároveň prvním, který tiskl arabské písmo.

## Turistické památky

### Kláštery
Mezi nejvýznamnější památky údolí Kadíša se řadí především historické kláštery. V těchto klášterech a jeskyních je dosud zachovaný původní ráz mnišských obydlí, i když některé originální prvky, jako například fresková výzdoba, již nejsou tolik dobře patrné.

#### Klášter Kanubin
Jedná se o nejstarší klášter Maronitské církve, který byl též jejím centrem. Byl založen roku 375 našeho letopočtu.

#### Klášter svatého Antonia z Qožájá
Situovaný ve výšce 950 metrů nad mořem, postavený ve čtvrtém století našeho letopočtu byl patrně úplně prvním klášterem vybudovaným a osídleným mnichy. Klášter byl za svou historii několikrát zničen, i tak si však dodnes zachovává památky pocházející ze 7. století. Klášter je součástí světového dědictví UNESCO.

#### Klášter Naší paní z Hawqa
Nachází se ve výšce 1150 m na dně obrovské jeskyně, klášter je rozdělen na patra, přičemž horní patro je 47 metrů dlouhá jeskyně, dostupná pouze ze žebříku.

### Cedry Našeho Pána
Přírodní chráněná rezervace starých cedrových lesů, od roku 1998 je na seznamu světového dědictví UNESCO.

### Bšarré
Bšarré je město nacházející se v nadmořské výšce 1 500 metrů. Vzhledem k příznivým sněhovým podmínkám je známé především jako lyžařské centrum. Město Bšarré je rodištěm významného libanonského spisovatele, básníka, malíře a myslitele Chalíla Džibrána. Ve městě se též nachází jeho rodný dům, sloužící v současné době jako muzeum.